# Unknown Pleasures
Az 1979-es Unknown Pleasures a Joy Division debütáló nagylemeze. Megjelenése után gyengén teljesített a boltokban, de az 1980-as Love Will Tear Us Apart kislemez sikere után ismertebb lett az album is. Szerepel az 1001 lemez, amit hallanod kell, mielőtt meghalsz című könyvben.

## Az album dalai
| 1. | Disorder         | Joy Division | 3:32 |
| 2. | Day of the Lords | Joy Division | 4:49 |
| 3. | Candidate        | Joy Division | 3:05 |
| 4. | Insight          | Joy Division | 4:29 |
| 5. | New Dawn Fades   | Joy Division | 4:47 |

| 1. | She's Lost Control | Joy Division | 3:57 |
| 2. | Shadowplay         | Joy Division | 3:55 |
| 3. | Wilderness         | Joy Division | 2:38 |
| 4. | Interzone          | Joy Division | 2:16 |
| 5. | I Remember Nothing | Joy Division | 5:53 |

## Közreműködők
- Ian Curtis – ének
- Bernard Sumner – gitár, billentyűk
- Peter Hook – basszusgitár
- Stephen Morris – dob

## Fordítás
Ez a szócikk részben vagy egészben az Unknown Pleasures című angol Wikipédia-szócikk ezen változatának fordításán alapul.  Az eredeti cikk szerkesztőit annak laptörténete sorolja fel. Ez a jelzés csupán a megfogalmazás eredetét és a szerzői jogokat jelzi, nem szolgál a cikkben szereplő információk forrásmegjelöléseként.